# Migrationspaket (2019)
Das Migrationspaket ist ein Bündel aus Gesetzesvorhaben zur deutschen Migrations- und Asylpolitik der 23. Bundesregierung der Bundesrepublik Deutschland (Kabinett Merkel IV). Es umfasst Regelungen zur Erwerbsmigration und zum Asyl.
1. Fachkräfteeinwanderungsgesetz vom 15. August 2019[1],
2. Zweites Gesetz zur besseren Durchsetzung der Ausreisepflicht vom 15. August 2019[2], nichtamtlich: Geordnete-Rückkehr-Gesetz,
3. Gesetz zur Entfristung des Integrationsgesetzes vom 4. Juli 2019[3],
4. Gesetz über Duldung bei Ausbildung und Beschäftigung vom 8. Juli 2019[4],
5. Ausländerbeschäftigungsförderungsgesetz vom 8. Juli 2019[5],
6. Zweites Gesetz zur Verbesserung der Registrierung und des Datenaustausches zu aufenthalts- und asylrechtlichen Zwecken (Zweites Datenaustauschverbesserungsgesetz) vom 4. August 2019[6]
7. Drittes Gesetz zur Änderung des Asylbewerberleistungsgesetzes vom 13. August 2019[7],
8. Drittes Gesetz zur Änderung des Staatsangehörigkeitsgesetzes vom 4. August 2019[8]

Das Fachkräfteeinwanderungsgesetz hatte zunächst den Arbeitstitel Einwanderungsgesetz.
Das Migrationspaket aus dem Jahr 2019 ist nicht zu verwechseln mit dem „Migrationspaket I“ der Ampelkoalition, das im Dezember 2022 verabschiedet wurde, oder mit dem UN-Migrationspakt.

## Geschichte

### Koalitionsvertrag
In dem am 12. März 2018 zwischen der CDU, CSU und SPD unterschriebenen Koalitionsvertrag wurde unter VIII. Nr. 2 (Erwerbsmigration) vereinbart: Unser Land braucht geeignete und qualifizierte Fachkräfte in großer Zahl. Kein Arbeitsplatz soll unbesetzt bleiben, weil es an Fachkräften fehlt. (...) Deshalb werden wir ein Regelwerk zur Steuerung von Zuwanderung in den Arbeitsmarkt und das damit verbundene Recht des Aufenthalts und der Rückkehr in einem Gesetzeswerk erarbeiten, das sich am Bedarf unserer Volkswirtschaft orientiert. Ein solches Gesetz wird die bereits bestehenden Regelungen zusammenfassen, transparenter machen und, wo nötig, effizienter gestalten. Maßgeblich zu berücksichtigen für den Zuzug nach Deutschland sind der Bedarf unserer Volkswirtschaft, Qualifikation, Alter, Sprache sowie der Nachweis eines konkreten Arbeitsplatzes und die Sicherung des Lebensunterhalts. Unter Fachkräften verstehen wir sowohl Hochschulabsolventen als auch Einwandererinnen und Einwanderer mit qualifizierter Berufsausbildung bzw. ausgeprägten berufspraktischen Kenntnissen.(...)

### Kabinettsbeschluss
Am 19. Dezember 2018 wurden in der Kabinettssitzung der Bundesregierung zwei Gesetzentwürfe beschlossen: Das Fachkräfteeinwanderungsgesetz (BT-Drs. 19/8285) und das Gesetz über Duldung bei Ausbildung und Beschäftigung (BT-Drs. 19/8286).

### Verabschiedung von acht Gesetzen des „Migrationspakets“ im Juni 2019
Insgesamt umfasst das „Migrationspaket“ acht Gesetzentwürfe zum Thema Migration.
Am 7. Juni 2019 verabschiedete der Bundestag in 2. und 3. Lesung ein Gesetzespaket zur Ordnung, Steuerung und Begrenzung von Migration aus folgenden sieben Gesetzen; die erstgenannten fünf sind in der Federführung des Bundesministeriums des Innern:
FachkräfteeinwanderungsgesetzDer Bundestag verabschiedete die Fassung vom 13. März 2019 (BT-Drs. 19/8285) in namentlicher Abstimmung mit 369 Pro-Stimmen und 257 Gegenstimmen.: Das Fachkräfteeinwanderungsgesetz soll die Hürden für die Einreise von Arbeitnehmern aus Nicht-EU-Staaten senken. Wer qualifiziert ist, soll auch ohne Arbeitsvertrag kommen dürfen, um sich einen Job zu suchen. Das war bisher nur für Hochschulabsolventen möglich. Mit der Neuregelung will die Regierung den Fachkräftemangel beheben. In der Begründung des am 13. März 2019 veröffentlichten Entwurfs für das Fachkräfteeinwanderungsgesetz wird ausgeführt, dass ein Fachkräftemangel „bereits bei vielen Unternehmen, vor allem in der Gesundheits- und Pflegebranche, in den sogenannten MINT-Berufen (Mathematik, Informatik, Naturwissenschaft und Technik), aber auch im Handwerk spürbar“ sei und sich „zu einem Risiko für die deutsche Wirtschaft entwickelt“ habe. Durch das neue Gesetz werde die Vorrangprüfung bei Fachkräften ausgesetzt, verbunden mit der Möglichkeit, „auf Veränderungen des Arbeitsmarktes unkompliziert reagieren und die Vorrangprüfung kurzfristig wieder einführen zu können“.
Die Minister Hubertus Heil (Arbeit und Soziales) und Horst Seehofer (Inneres, Bau und Heimat) teilten mit, dass das Fachkräfteeinwanderungsgesetz erst zum 1. Januar 2020 in Kraft treten und vorerst nur bis zum 30. Juni 2022 gelten solle. Es werde also, wenn es die nächste Bundesregierung nicht verlängert, nur für zweieinhalb Jahre gelten. Später wurde der Zeitpunkt des Inkrafttretens auf den 1. März 2020 festgelegt.
Zweites Gesetzes zur besseren Durchsetzung der AusreisepflichtDas Gesetz wurde in namentlicher Abstimmung mit 372 Pro-Stimmen, 159 Gegenstimmen und 111 Enthaltungen verabschiedet.
Gesetz zur Entfristung des IntegrationsgesetzesEs handelt sich um eine Entfristung der Wohnsitzregelung für Schutzberechtigte nach § 12a des Aufenthaltsgesetzes.
Gesetz über Duldung bei Ausbildung und BeschäftigungDer Bundestag verabschiedete die Fassung vom 13. März 2019 (BT-Drs. 19/8286).: Das Gesetz über Duldung bei Ausbildung und Beschäftigung soll, befristet bis Mitte 2022, neue Perspektiven für gut integrierte abgelehnte Asylbewerber schaffen. Die sogenannte Beschäftigungsduldung soll abgelehnten Asylbewerbern, die mit einer Duldung in Deutschland leben, die Möglichkeit geben, einen sichereren Aufenthaltstitel zu erhalten. Sie sollen bis zu zweieinhalb Jahre (30 Monate) sicher bleiben dürfen. Voraussetzungen sind unter anderem, dass sie mindestens 18 Monate in Vollzeit (mindestens 35 Stunden) sozialversicherungspflichtig gearbeitet haben und seit mindestens zwölf Monaten geduldet sind. Zuvor hatte eine solche Regelung unter dem Stichwort „Spurwechsel“ in der Debatte gestanden.
Zweites DatenaustauschverbesserungsgesetzDas Zweite Datenaustauschverbesserungsgesetz sieht laut Medienangaben vor, „dass verschiedene Behörden künftig leichter auf Daten aus dem Ausländerzentralregister zugreifen können, in dem Informationen von rund 10,6 Millionen Menschen ohne deutschen Pass gespeichert sind. Zu diesen Behörden zählen etwa Jugendämter, aber auch Polizei- und Sicherheitsdienste. Zudem sollen in Zukunft auch bereits von Kindern die Fingerabdrücke erfasst werden.“ Horst Seehofer geriet anschließend in die Kritik, da er verlautbarte, man habe das Gesetz „stillschweigend“ eingebracht, „weil es kompliziert ist, das erregt nicht so“, und man müsse „Gesetze komplizierter machen“.
AusländerbeschäftigungsförderungsgesetzDas Gesetz erleichtert Ausländern den Zugang zur Förderung der Berufsausbildung und Berufsvorbereitung, zu Integrationskursen und zu Kursen der berufsbezogenen Deutschsprachförderung. Hierfür wurde § 59 SGB III aufgehoben und § 60 Absatz 3 SGB III neu aufgenommen. Das Gesetz wurde am 8. Juli 2019 erlassen und trat am 1. August 2019 als erstes Gesetz dieses Pakets in Kraft.
Drittes Gesetz zur Änderung des AsylbewerberleistungsgesetzesDiese Reform des Asylbewerberleistungsgesetzes sieht vor, dass Asylbewerber nicht mehr nach dem 15. Monat ihres Aufenthalts in Deutschland aus dem Leistungsbezug herausfallen sollen, wodurch Ausbildungs- und Studienabbrüchen unter Geflüchteten entgegengewirkt werden soll. Ausbildende Betriebe sollen mehr Rechts- und Planungssicherheit erhalten, und für ehrenamtlich tätige Flüchtlinge soll ein Freibetrag von 200 Euro gelten. Zudem wurden die Bedarfsätze für Asylbewerber gekürzt und dafür Sachleistungen gewährt.
Grüne und Linke hatten vor der Verabschiedung der genannten sieben Gesetze angesichts der Eile, mit der zuletzt Anhörungen in den Ausschüssen stattfanden und 58 Änderungsanträge eingearbeitet wurden, erfolglos beantragt, das Migrationspaket von der Tagesordnung zu nehmen.
Reform des StaatsangehörigkeitsrechtsEine achte Reform wurde am 27. Juni 2019 im Bundestag verabschiedet. Dabei wurde das Staatsangehörigkeitsrecht so geändert, dass Doppelstaatler, die sich einer Terrormiliz anschließen, die deutsche Staatsangehörigkeit verlieren können. Eine Mehrehe ist ein Einbürgerungshindernis und eine auf falschen Angaben beruhende Einbürgerung soll auch bis zehn, nicht wie bisher fünf, Jahre später rückgängig gemacht werden.